# WEGO (Niagara Falls)
WEGO Visitor Transportation System (WEGO) es un sistema de autobuses en Niagara Falls, Ontario, operado conjuntamente por Niagara Region Transit (anteriormente Niagara Falls Transit antes de 2023) y la Comisión de Parques de Niagara. Reemplazó al Falls Shuttle de Niagara Falls Transit, así como al Transporte de personas de la Comisión de Parques del Niágara. Originalmente programado para lanzarse el 29 de junio de 2012, la inauguración del servicio se pospuso debido a retrasos en el sistema de transporte inteligente de sus autobuses. WEGO lanzó su servicio de vista previa el 13 de agosto de 2012 y finalmente comenzó a operar oficialmente, una semana después, el 20 de agosto. WEGO es un emparejamiento de las palabras "nosotros" y "vamos". Sin embargo, WEGO no es un acrónimo de nada.

## Tarifas y conexiones

### Tarifas
Las tarifas son precisas a partir de mayo de 2023.
| Edades           | Líneas azul, roja y verde | Líneas azul, roja y verde |
| Edades           | Pase de 24 horas          | Pase de 48 horas          |
| ---------------- | ------------------------- | ------------------------- |
| 2 años y menores | Gratis                    | Gratis                    |
| 3 a 12 años      | $8.00                     | $12.00                    |
| 13 años y más    | $12.00                    | $16.00                    |

### Conexiones y transferencias
Existe una integración parcial de tarifas entre WEGO y el servicio regular local del Niagara Falls Transit. Los titulares de pases mensuales del servicio de tránsito local regular de las Cataratas del Niágara pueden conectarse a WEGO de forma gratuita. Sin embargo, los titulares de pases de 10 viajes, los titulares de pases de un día y los pasajeros de un solo viaje deben pagar una tarifa WEGO por separado. Los pasajeros que se conectan desde Niagara Region Transit también deben pagar una tarifa WEGO por separado. Por otro lado, ambos pases WEGO se aceptan en los autobuses locales de Niagara Falls Transit, pero no en los autobuses de la región de Niagara.
WEGO también se conecta con clientes de transporte interregional mediante GO Transit, VIA Rail y Coach Canada a través de la Línea Verde. Las estaciones GO Transit a lo largo de la Línea Lakeshore West venden pases WEGO cuando el tren está en funcionamiento. En el Fort George National Historic Site, la conexión está disponible con la ruta Heritage-Old Town de Niagara-on-the-Lake Transit. Los pasajeros también pueden conectarse a la ruta 11 de GO Transit en las calles King y Pitcon, ambas ubicadas a poca distancia de Fort George.

## Rutas

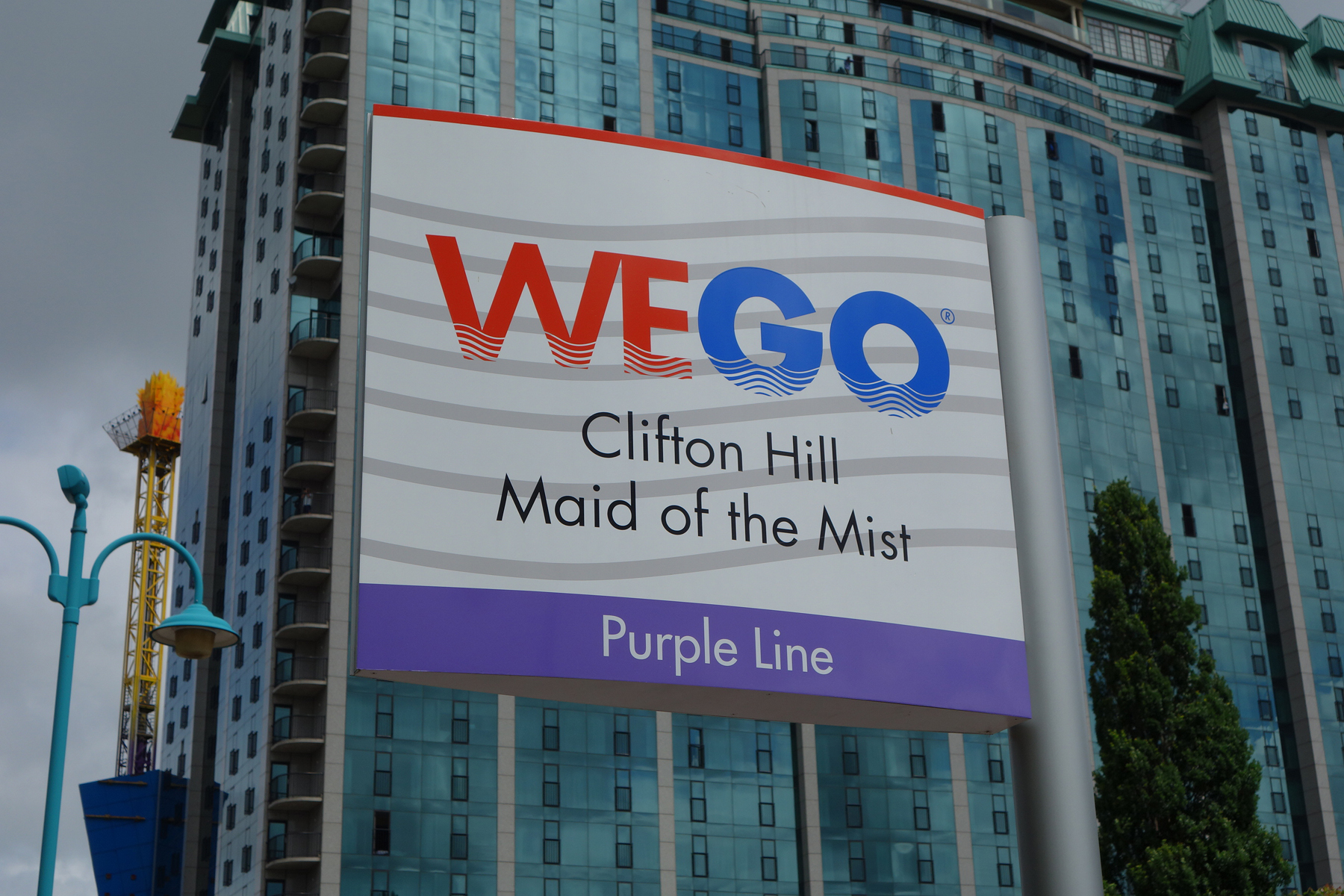
Una señal de parada de autobús de la Línea Púrpura en Clifton Hill.

### Detalles de la ruta
| Línea                        | Terminal                           | Terminal                                               | Areas servidas                      | Operador                       |
| ---------------------------- | ---------------------------------- | ------------------------------------------------------ | ----------------------------------- | ------------------------------ |
| Línea azul                   | Table Rock                         | Marineland de Canadá Centro de Convenciones Scotiabank | Clifton Hill Fallsview              | Niagara Falls Transit          |
| Línea roja                   | Table Rock                         | Garner Road Loop                                       | Lundy's Lane                        | Niagara Falls Transit          |
| Línea verde                  | Estacionamiento Rapidsview         | Queenston Heights Park                                 | Niagara Falls Niagara Parkway       | Comisión de Parques de Niagara |
| Traslado Niagara-on-the-Lake | Fort George National Historic Site | Floral Clock                                           | Niagara-on-the-Lake Niagara Parkway | Comisión de Parques de Niagara |

### Línea azul
La Línea Azul sirve como conexión entre múltiples atracciones dentro de la ciudad. En la mitad norte de la ruta, la Línea Azul funciona como un semicírculo en sentido contrario a las agujas del reloj que sirve a Clifton Hill y Victoria Avenue. Una vez que llega a Murray Street, la ruta se convierte en una ruta de norte a sur que da servicio al área turística de Fallsview, a lo largo de Fallsview Boulevard, Stanley Avenue y Portage Road. Durante la temporada alta, también extiende el servicio a Marineland. La ruta es operada por Niagara Falls Transit.
Entre finales de junio y el Día del Trabajo, la Línea Azul pasa cada 15 minutos hasta aproximadamente las 9:30 p. m., poco después del cierre de Marineland. Luego realiza un turno corto en el Centro de Convenciones Socitabank, con una frecuencia de 20 minutos hasta el final del servicio. Durante la temporada alta, pasa cada 30 minutos durante los fines de semana hasta las 7 p. m., coincidiendo con el horario de funcionamiento de Marineland, cada 20 minutos entre semana y cada 40 minutos durante las noches cuando Marineland no está en funcionamiento. Durante la temporada baja, solo da servicio al centro de convenciones, con una frecuencia de 20 minutos durante el día y 40 minutos durante la noche.

#### Paradas
| - Table Rock - bottom of Clifton Hill / Maid of the Mist - Sheraton at the Falls - Casino Niagara - Victoria Avenue - top of Clifton Hill - Howard Johnson Hotel - Ferry Street and Fallsview Boulevard - Ramada Hotel - Wyndham Garden Hotel - Pyramid Place - Skylon Tower |

| - Fallsview Casino - Hilton Hotel - Four Points Sheraton - Starbucks - Oakes Hotel - Copacabana - Embassy Suites Hotel / Konica Minolta Tower - Stanley Avenue and Dunn Street (solo hacia el sur) - Scotiabank Convention Centre (solo hacia el sur) - Marriott Hotel Fallsview (solo en dirección norte) - MarineLand |

### Línea roja
La Línea Roja da servicio al corredor de Lundy's Lane, que alberga hoteles, campamentos y tiendas minoristas. Al igual que la Línea Azul, esta ruta también es operada por Niagara Falls Transit. Entre finales de junio y el Día del Trabajo, la Línea Roja pasa cada 30 minutos hasta pasada la medianoche. Durante el resto del año, pasa cada 30 minutos durante el día y cada 60 minutos durante la noche.

#### Paradas
| - Table Rock - bottom of Clifton Hill / Maid of the Mist (solo en dirección oeste) - Oneida Lane (solo en dirección oeste) - top of Clifton Hill (solo en dirección oeste) - Howard Johnson Hotel (solo en dirección oeste) - Old Stone Inn (solo en dirección oeste) - IMAX Theatre (solo en dirección oeste) - Best Western (solo en dirección oeste) - Doubletree Hotel - Ramada Hotel - Super 8 - Niagara Falls History Museum - Drummond Road |

| - Best Western - Dorchester Road - Canada One Factory Outlets - Montrose Road - Niagara Lodge and Suites (solo en dirección este) - Carriage House - Kalar Road - Americana Resort - KOA Campground - Scott's Tent and Trailer Park (solo en dirección oeste) - Campark Loop west of Garner Road - Fallsview Casino (solo en dirección este) |

### Línea verde
La Línea Verde abarca la ruta anterior del Transporte de personas de la Comisión de Parques del Niágara, que se extiende a lo largo del corredor de Niagara Parkway. Es operado por la Comisión de Parques del Niágara. Green Line es la única ruta que cruza el límite municipal, lo que permite el servicio a Queenston en el vecino Niagara-on-the-Lake. Durante la temporada alta, se extiende entre Rapidsview Parking Lot y Queenston Heights Park. Mientras tanto, durante el otoño, el invierno y principios de la primavera, el servicio hacia el sur termina en Table Rock y el servicio hacia el norte termina en el Reloj Floral, al igual que su ruta predecesora.
La Línea Verde pasa cada 12 minutos entre finales de junio y el Día del Trabajo y cada 20 minutos durante el resto del año. No hay servicio de noche durante todo el año.

#### Paradas
| - Rapidsview Parking Lot (solo temporada alta) - Floral Showhouse (solo temporada alta) - Table Rock (Journey Behind the Falls) - Queen Victoria Park - Maid of the Mist - Clifton Hill - Bird Kingdom (solo hacia el sur) - White Water Walk |

| - Souvenir City - Whirlpool Aero Car - Whirlpool Golf (solo hacia el sur) - Niagara Glen (solo hacia el sur) - Conservatorio de Mariposas - Estaciones de generación hidroeléctrica Sir Adam Beck (solo hacia el sur) - Floral Clock (solo hacia el sur) - Queenston Heights Park |

### Traslado Niagara-on-the-Lake
El Niagara-on-the-Lake es una ruta adicional implementada durante la temporada alta de 2013, recorriendo el segmento norte del corredor Niagara Parkway entre Fort George y el Reloj Floral, que se convierte en la ruta más directa entre Niagara-on-the-Lake -Lago y Cataratas del Niágara. Al igual que la Línea Verde, también es operada por la Comisión de Parques del Niágara.

#### Paradas
- Floral Clock
- Queenston Heights Park
- Mackenzie Printery
- Laura Secord Homestead
- McFarland House
- Fort George

## Terminales
- Campark Resorts
- Queenston Heights Terminal
- #3 - Table Rock Terminal
- Rapidsview Terminal

## Flota
| Número de flota | Compañía | Modelo | Longitud | Operador                 |
| --------------- | -------- | ------ | -------- | ------------------------ |
| 5201 - 5211     | Nova Bus | LFX    | 60       | Niagara Falls Transit    |
| 5301 - 5305     | Nova Bus | LFX    | 40       | Niagara Falls Transit    |
| 9001 - 9009     | Nova Bus | LFX    | 60       | Niagara Parks Commission |
| 9010 - 9011     | Nova Bus | LFX    | 40       | Niagara Parks Commission |

WEGO cuenta con una flota de 20 Autobús articulado y 7 estándar. Todos los vehículos son propiedad de Niagara Falls Transit, que también opera 16 de ellos en las Líneas Azul y Roja. Los 11 restantes se alquilan a la Comisión de Parques de Niagara para la Línea Verde.
WEGO incorpora sistemas de transporte inteligente (ITS) a sus operaciones de autobuses, lo que permite lo siguiente:
- llegadas de autobuses en tiempo real escaneando un código QR en la parada de autobús,
- prioridad de semáforos para minimizar los retrasos en las intersecciones,
- anuncios de parada automatizados (en cumplimiento de AODA),
- cobro automático de tarifas
- pantallas de televisión que presentan las condiciones climáticas de la ciudad, eventos locales, atracciones turísticas y hoteles locales.